# Pristimantis serendipitus
Espèce
Synonymes
- Eleutherodactylus serendipitus Duellman & Pramuk, 1999

Statut de conservation UICN

 EN  : En danger
Pristimantis serendipitus est une espèce d'amphibiens de la famille des Craugastoridae.

## Répartition
Cette espèce se rencontre entre 1 700 et 1 850 m d'altitude :
- en Équateur dans la cordillère La Curintza dans la province de Zamora-Chinchipe ;
- au Pérou dans la cordillère de Colán et la cordillère Centrale dans la région d'Amazonas.

## Description
Les mâles mesurent de 20,4 à 21,2 mm.

## Publication originale
- Duellman & Pramuk, 1999 : Frogs of the genus Eleutherodactylus (Anura: Leptodactylidae) in the Andes of northern Peru. Scientific Papers Natural History Museum the University of Kansas, no 13, p. 1-78 (texte intégral).